# Wybory regionalne w Brandenburgii w 1999 roku
Wybory regionalne w Brandenburgii w 1999 roku – odbyły się 5 września. Zgodnie z oficjalnymi wynikami miażdżące zwycięstwo odniosła Socjaldemokratyczna Partia Niemiec, która uzyskała ok. 39,33% głosów.

## Wyniki
| Partia                                            | Wyniki w % |
| ------------------------------------------------- | ---------- |
| Sozialdemokratische Partei Deutschlands (SPD)     | 39,33      |
| Christlich Demokratische Union Deutschlands (CDU) | 26,55      |
| PDS                                               | 23,34      |
| Deutsche Volksunion (DVU)                         | 5,28       |
| Bündnis 90/Die Grünen (Grüne)                     | 1,94       |
| Freie Demokratische Partei (FDP)                  | 1,86       |
| Inne                                              | 1,70       |